# Martin Karplus
Martin Karplus (Wenen, 15 maart 1930 – Cambridge (Massachusetts), 28 december 2024) was een Amerikaans theoretisch scheikundige van Joods-Oostenrijkse komaf. In 2013 kreeg hij de Nobelprijs voor de Scheikunde samen met Michael Levitt en Arieh Warshel voor de ontwikkeling van multischaalmodellen voor complexe chemische systemen.

## Biografie
Karplus werd geboren in Wenen als de zoon van Hans en Isabella (Goldstern) Karplus. Hij vluchtte in 1938 met zijn familie na de Anschluss door Hitler naar de Verenigde Staten. In zijn jeugd ging zijn interesse uit naar de natuur. Als jonge vogelspotter werkte hij korte tijd in Alaska waar hij meehielp met een onderzoek naar vogelnavigatie.
In plaats van een studie biologie koos hij om een studie schei- en natuurkunde te volgen aan de Harvard-universiteit en hij promoveerde onder Linus Pauling aan het California Institute of Technology. Hij werkte in 1953 bij de vakgroep theoretische scheikunde aan de Universiteit van Oxford, de Universiteit van Illinois en is sinds 1979 aan Harvard verbonden als hoogleraar in de scheikunde. Zijn broer Robert Karplus is een bekend natuurkundige aan de Universiteit van Californië - Berkeley.

## Werk
In de vijf jaar toen aan de universiteit van Illinois was verbonden werkte hij aan kernspinresonantie (NMR), welke hij gebruikte om de bindingshoeken van waterstofatomen in het ethanolmolecuul te bestuderen. Omdat het doorrekenen hiervan erg omslachtige en tijdrovend was ontwikkelde hij een computerprogramma voor de ILLIAC. In 1959 publiceerde hij een artikel met daarin wat bekend is geworden als de Karplusvergelijking, een vergelijking die door scheikundigen gebruikt wordt voor het bepalen van de moleculaire structuur van organische moleculen op basis van NMR-meetresultaten. Het jaar erop was Karplus werkzaam bij het Watson Scientific Laboratory, een door IBM gefinancierd onderzoekscentrum van de Columbia-universiteit
Gebruikmakend van het computerprogramma van Warshel om complexe moleculen te modelleren konden ze in 1972 de chemische relevante koppeling aantonen tussen het kwantummechanische en het klassiek fysische model. Voor deze modellering maakten hij en Warshel gebruik van retinal, een eiwit die een belangrijke rol vervult in het netvlies. Onder invloed van licht komen elektronen in retinal in een energierijke aangeslagen toestand terecht terwijl gelijktijdig de moleculaire structuur van het eiwit verandert.
Karplus overleed in december 2024 op 94-jarige leeftijd.
1901: Van 't Hoff ·
1902: E. Fischer ·
1903: Arrhenius ·
1904: Ramsay ·
1905: Baeyer ·
1906: Moissan ·
1907: Buchner ·
1908: Rutherford ·
1909: Ostwald ·
1910: Wallach ·
1911: Curie ·
1912: Grignard, Sabatier ·
1913: Werner ·
1914: Richards ·
1915: Willstätter ·
1918: Haber ·
1920: Nernst ·
1921: Soddy ·
1922: Aston ·
1923: Pregl ·
1925: Zsigmondy ·
1926: Svedberg ·
1927: Wieland ·
1928: Windaus ·
1929: Harden, Euler-Chelpin ·
1930: H. Fischer · 
1931: Bosch, Bergius ·
1932: Langmuir ·
1934: Urey ·
1935: F. Joliot-Curie, I. Joliot-Curie ·
1936: Debye ·
1937: Haworth, Karrer ·
1938: Kuhn ·
1939: Butenandt, Ružička ·
1943: Hevesy · 
1944: Hahn ·
1945: Virtanen ·
1946: Sumner, Northrop, Stanley ·
1947: Robinson · 
1948: Tiselius · 
1949: Giauque ·
1950: Diels, Alder ·
1951: McMillan, Seaborg ·
1952: Martin, Synge ·
1953: Staudinger ·
1954: Pauling ·
1955: Vigneaud ·
1956: Hinshelwood, Semjonov ·
1957: Todd ·
1958: Sanger ·
1959: Heyrovský ·
1960: Libby ·
1961: Calvin ·
1962: Perutz, Kendrew ·
1963: Ziegler, Natta ·
1964: Hodgkin ·
1965: Woodward ·
1966: Mulliken ·
1967: Eigen, Norrish, Porter ·
1968: Onsager ·
1969: Barton, Hassel ·
1970: Leloir ·
1971: Herzberg ·
1972: Anfinsen, Moore, Stein · 
1973: E.O. Fischer, Wilkinson · 
1974: Flory ·
1975: Cornforth, Prelog ·
1976: Lipscomb ·
1977: Prigogine · 
1978: Mitchell ·
1979: Brown, Wittig ·
1980: Berg, Gilbert, Sanger ·
1981: Fukui, Hoffmann ·
1982: Klug ·
1983: Taube ·
1984: Merrifield ·
1985: Hauptman, Karle ·
1986: Herschbach, Lee, Polanyi ·
1987: Cram, Lehn, Pedersen ·
1988: Deisenhofer, Huber, Michel ·
1989: Altman, Cech ·
1990: Corey ·
1991: Ernst ·
1992: Marcus ·
1993: Mullis, Smith ·
1994: Olah ·
1995: Crutzen, Molina, Rowland ·
1996: Curl, Kroto, Smalley ·
1997: Boyer, Walker, Skou ·
1998: Kohn, Pople ·
1999: Zewail ·
2000: Heeger, MacDiarmid, Shirakawa ·
2001: Knowles, Noyori, Sharpless ·
2002: Fenn, Tanaka, Wüthrich ·
2003: Agre, MacKinnon ·
2004: Ciechanover, Hershko, Rose ·
2005: Grubbs, Schrock, Chauvin ·
2006: Kornberg ·
2007: Ertl ·
2008: Shimomura, Chalfie, Tsien ·
2009: Steitz, Yonath, Ramakrishnan ·
2010: Heck, Negishi, Suzuki ·
2011: Shechtman ·
2012: Kobilka, Lefkowitz ·
2013: Karplus, Levitt, Warshel ·
2014: Betzig, Hell, Moerner ·
2015: Lindahl, Modrich, Sancar ·
2016: Sauvage, Stoddart, Feringa ·
2017: Dubochet, Frank, Henderson · 
2018: Arnold, Winter, Smith ·   
2019: Goodenough, Whittingham, Yoshino ·
2020: Charpentier, Doudna ·
2021: List, MacMillan ·
2022: Bertozzi, Meldal, Sharpless ·
2023: Bawendi, Brus, Jekimov ·
2024: Baker, Hassabis, Jumper
- Bibsys: 90340694
- Bibliothèque nationale de France: cb12381732d (data)
- CiNii: DA02819822
- DBLP: 63/958
- Gemeinsame Normdatei: 13236736X
- International Standard Name Identifier: 0000 0001 1022 4970
- Library of Congress Control Number: n86129197
- Mathematics Genealogy Project: 144879
- Nationale Bibliotheek van Tsjechië: ntk20221145564
- Nationale Bibliotheek van Israël: 987007451821405171
- Nationale en Universitaire bibliotheek Zagreb: 000023176
- Nederlandse Thesaurus van Auteursnamen: 072375507
- Réseau des bibliothèques de Suisse occidentale: 02-A003443100
- LIBRIS: 232179
- SNAC: w6qz2d6d
- Système universitaire de documentation: 032871864
- Virtual International Authority File: 22222638
- WorldCat: E39PBJwX6dRwjj3pBxHCmGDDv3